# Turquoise
Die Turquoise ist eine Londoner Handelsplattform, die als Konkurrenz zu den etablierten Börsen ab 15. August 2008 den Handel aufgenommen hat. Turquoise ist ein Multilaterales Handelssystem.

## Hintergründe
Die Börse Turquoise wird federführend von neun Investmentbanken (BNP Paribas, Citigroup, Credit Suisse, Deutsche Bank, Goldman Sachs, Merrill Lynch, Morgan Stanley, Société Générale und UBS) aufgebaut. Diese machen gemeinsam etwa 45 % des Handelsvolumen der europäischen Börsen aus. Ähnlich dem XETRA-Handelssystem handelt es sich dabei um eine vollelektronische Handelsplattform für den Handel von allen Arten von Wertpapieren. Besonders die relativ hohen Gebühren, die von den Banken an die regionalen Börsen gezahlt werden, verbunden mit dem hohen Handelsvolumen der großen internationalen Investmentbanken, führten zu Überlegungen, eine eigene alternative Handelsplattform zu entwickeln.
Während einige Marktexperten eine Gefahr für die Marktposition der etablierten Börsen sehen, sind andere der Meinung, dass solche alternativen Handelsplattformen lediglich als Druckmittel für Gebührenverhandlungen genutzt werden. Insbesondere die unterschiedlichen Interessen der hart konkurrierenden Investmentbanken könnten einem Projekt wie Turquoise dauerhaft schaden. Insbesondere in sehr volatilen Marktzeiten ist Liquidität eine der wichtigsten Eigenschaften einer Handelsplattform. Da alternative, neue Angebote diese kaum in vergleichbarer Größenordnung wie alt eingesessene Börsen offerieren können, sehen einige Experten solche Projekte als zum Scheitern verurteilt an. Hinzu kommen große Markteintrittsbarrieren durch die notwendige IT-Infrastruktur, die Zulassungen und den Kontakt zu den Regulierungsbehörden.

## Geschichte
Erste Überlegungen zum Aufbau der Börse kamen im Winter 2006 auf, als sich Citigroup, Credit Suisse, Deutsche Bank, Goldman Sachs, Merrill Lynch, Morgan Stanley und UBS im November 2006 zusammenschlossen, um eine gemeinsame Handelsplattform zu entwickeln. Im folgenden Jahr 2007 traten auch BNP Paribas und die Société Générale dem Konsortium bei.
Seit Dezember 2007 wird das Projekt Turquoise von Eli Lederman geleitet.
Am 21. Dezember 2009 erklärte die London Stock Exchange Group (LSEG), der bisher sieben Prozent von Turquoise gehörten, ihren Anteil auf 60 Prozent erhöhen zu wollen. Das Geschäft von Turquoise wurde danach in die Gruppe eingegliedert.